# IC 3863
IC 3863 је лентикуларна галаксија у сазвјежђу Ловачки пси која се налази на листи објеката дубоког неба у Индекс каталогу.
Деклинација објекта је + 38° 28' 51" а ректасцензија 12h 53m 53,9s. Привидна величина (магнитуда) објекта IC 3863 износи 15,0 а фотографска магнитуда 16,0.